# Ang sa Iyo ay Akin
Ang sa Iyo ay Akin é uma telenovela filipina produzida pela ABS-CBN Entertainment e exibida pela Kapamilya Channel de 17 de agosto de 2020 a 19 de março de 2021, estrelada por Jodi Sta. Maria, Iza Calzado e Sam Milby.

## Enredo
Ellice é a filha amada de um empresário de sucesso que tem a sorte de levar uma vida de luxo, enquanto Marissa tem uma vida simples com sua mãe trabalhando e morando na Villa Ceñidoza. Apesar da vasta diferença em seus status sociais, as duas mulheres se tornam melhores amigas inseparáveis. No entanto, uma noite fatídica muda o curso de suas vidas para sempre.

## Elenco

### Elenco principal
- Jodi Sta. Maria[2][3] como Marissa "Mari" D. Pineda Zulyani
- Iza Calzado[2][3] como Ellice Ceñidoza-Villarosa
- Sam Milby[2][3] como Gabriel Villarosa
- Maricel Soriano[2][3] como Lucinda "Lucing" dela Cruz-Pineda
- Grae Fernandez como Jake P. Zulyani[2]
- Kira Balinger como Hope C. Villarosa[2]
- Joseph Marco como Avel Mansueto
- Rita Avila como Belen Ceñidoza

### Elenco de apoio
- Desiree del Valle como Sonya Villarosa-Escobar
- Simon Ibarra como Caesar Augusto[2]
- Carla Martinez como Adelina Guevarra
- Cheska Iñigo como Carmelita Villarosa
- Nico Antonio como Blue Baltazar[2]
- Ced Torrecarion como Enzo Escobar
- Tart Carlos como Chona Canlas[2]
- Jimmy Marquez como Protacio “Pinky” Chavez[2]
- Brenda Mage como Resituto “Tutti” Villas[2]
- Jef Gaitan como Cristina Villarosa[2]
- Jenny Jamora como Helena Villarosa-Asistio
- Manuel Chua como Red

Primeira temporada
- Alvin Anson como Ramon Villarosa[2]
- Aya Fernandez como Agatha Cortez
- Paulo Angeles como Angelo "Gelo" Marasigan
- Michelle Vito como Heidi V. Escobar

Segunda temporada
- Poppert Bernadas como Silverio “Rio” Tan
- Karl Gabriel como RJ C. Villa
- Amy Nobleza como Charity Faith Santos
- L.A Santos como Alfred Vega
- Nieves Manaban como Julieta Gatmaitan

Elenco de convidados
- Lito Pimentel como Jorge Ceñidoza[2]
- Albie Casiño como Victor G. Montelibano
- Allan Paule como Nestor Pineda
- Alex Castro como Francis Angeles (jovem)
- Johnny Revilla como governador Joaquin Montelibano
- Jana Agoncillo como Marissa (jovem)
- Yesha Camille como Ellice (jovem)
- Miguel Vergara como Gabriel (jovem)
- Loren Burgos como Meredith Bautista
- Alain Villafuerte como Andres Franca
- Thou Reyes como Ruben Madriaga
- Joem Bascon como Francis Angeles
- Izzy Canillo como Avel (jovem)
- Raul Montesa como Lamberto "Ambo" Fernandez

## Exibição
| País/Região      | Emissora          | Data de estréia      | Data de final       | Título             |
| ---------------- | ----------------- | -------------------- | ------------------- | ------------------ |
| Filipinas        | Kapamilya Channel | 17 de agosto de 2020 | 19 de março de 2021 | Ang sa Iyo ay Akin |
| Estados Unidos   | TFC               | agosto de 2020       | março de 2021       | Ang sa Iyo ay Akin |
| Canadá           | TFC               | agosto de 2020       | março de 2021       | Ang sa Iyo ay Akin |
| Japão            | TFC               | agosto de 2020       | março de 2021       | Ang sa Iyo ay Akin |
| Coreia do Sul    | TFC               | agosto de 2020       | março de 2021       | Ang sa Iyo ay Akin |
| Taiwan           | TFC               | agosto de 2020       | março de 2021       | Ang sa Iyo ay Akin |
| Hong Kong        | TFC               | agosto de 2020       | março de 2021       | Ang sa Iyo ay Akin |
| Malásia          | TFC               | agosto de 2020       | março de 2021       | Ang sa Iyo ay Akin |
| Indonésia        | TFC               | agosto de 2020       | março de 2021       | Ang sa Iyo ay Akin |
| Singapura        | TFC               | agosto de 2020       | março de 2021       | Ang sa Iyo ay Akin |
| Papua-Nova Guiné | TFC               | agosto de 2020       | março de 2021       | Ang sa Iyo ay Akin |
| Austrália        | TFC               | agosto de 2020       | março de 2021       | Ang sa Iyo ay Akin |
| Nova Zelândia    | TFC               | agosto de 2020       | março de 2021       | Ang sa Iyo ay Akin |
| Europa           | TFC               | agosto de 2020       | março de 2021       | Ang sa Iyo ay Akin |
| Médio Oriente    | TFC               | agosto de 2020       | março de 2021       | Ang sa Iyo ay Akin |